# 3243 Skytel
3243 Skytel eller 1980 DC är en asteroid i huvudbältet som upptäcktes den 19 februari 1980 av Harvard College Observatory. Den är uppkallad efter Sky and Telescope magazine.
Asteroiden har en diameter på ungefär 10 kilometer och den tillhör asteroidgruppen Eos.